# 喜冬草属
喜冬草属（学名：Chimaphila），又名爱冬叶属，是鹿蹄草科下的一个属，为常绿亚灌木状草本植物。该属共有8种，分布于北温带。